# Biblioteca Redpath
La biblioteca Redpath es una biblioteca que se encuentra en la Universidad McGill, Montreal, Canadá. Cuando la Biblioteca McLennan fue construida en 1967-1969 asumió este papel y la Biblioteca Redpath se dividió en Redpath Hall y la Biblioteca-Redpath. El edificio de la Biblioteca Redpath y el edificio de la Biblioteca McLennan actualmente albergan lo que hoy se conoce como la Biblioteca de Humanidades y Ciencias Sociales, la mayor rama de la Biblioteca de la Universidad McGill.
El edificio fue donado por Peter Redpath en 1893, quien también fundó el Museo Redpath en la Universidad. El edificio fue diseñado en estilo románico, por Sir Andrew Taylor (Arquitecto). La biblioteca incorpora mucha ornamentación. Hay criaturas y gárgolas en el techo, incluyendo dos en representación Redpath y Taylor.
Los estantes de la biblioteca se ampliaron en 1900-01 por Taylor, a petición de la esposa de Redpath, Grace. La biblioteca se amplió de nuevo en 1921, por Percy Nobbs Erskine y George Taylor Hyde. Las nuevas áreas de lectura se han añadido al espacio adyacente en 1952-54 y estas y otras zonas todavía sirven como parte de la Biblioteca de Humanidades y Ciencias Sociales.